# INPP4B
INPP4B‏ (Inositol polyphosphate-4-phosphatase type II B) هوَ بروتين يُشَفر بواسطة جين INPP4B في الإنسان.
يُشفِّر إنزيم INPP4B إنزيم إينوزيتول متعدد الفوسفات 4-فوسفاتاز النوع الثاني، وهو إنزيم فوسفاتاز ثنائي التخصص. يشارك INPP4B في مسارات إشارات فوسفاتيديلينوسيتول. يزيل هذا الإنزيم مجموعة الفوسفات في الموضع 4 من حلقة إينوزيتول من إينوزيتول 3،4-ثنائي الفوسفات، ومجموعات الفوسفات من فوسفوتيروسينات. هناك بيانات محدودة تشير إلى أن إنزيم النوع الثاني البشري يخضع للربط البديل، كما هو الحال بالنسبة لإنزيم النوع الأول.